# Systoechus arabicus
Systoechus arabicus är en tvåvingeart som beskrevs av Greathead 1980. Systoechus arabicus ingår i släktet Systoechus och familjen svävflugor.
Artens utbredningsområde är Saudiarabien. Inga underarter finns listade i Catalogue of Life.